# 이종현 (1997년)
이종현(1997년 1월 24일 ~ )은 대한민국의 축구 선수로, 포지션은 풀백이다. 현재 김포 FC 소속이다.

## 클럽 경력
이종현은 인천대학교 축구부 출신으로, K리그2 2020 시즌을 앞두고 대전 하나 시티즌과 프로 계약을 체결하였다. 5라운드 경남 FC와의 원정 경기에서 선발 출전하여, 프로 데뷔 무대를 치렀다. 2021년 4월 4일에 열린 전남 드래곤즈와의 경기에서 프로 데뷔골을 기록했다.